# 30gy busz (Budapest)
A budapesti 30-as (gyors 30-as) jelzésű autóbusz a Baross tér, Keleti pályaudvar és a Megyer, Szondi utca között közlekedett. A vonalat a Budapesti Közlekedési Vállalat üzemeltette.

## Története
1972. február 14-én 130-as jelzésű gyorsjárat indult a Keleti pályaudvar és Megyer, Szondi utca között. 1977. január 3-án a 30-as jelzést kapta. 1982. január 13-ától csak munkanapokon közlekedett. 1990. december 15-én átadták az M3-as metróvonal Árpád híd és Újpest-Központ közötti szakaszát, ezzel egy időben a 30-as megszűnt.

## Útvonala
| Megyer, Szondi utca felé |
| Baross tér, Keleti pályaudvar vá. – Verseny utca – Dózsa György út – Vágány utca – Szent László út – Kisgömb utca – Reitter Ferenc utca – Gyöngyösi utca – Béke utca – Pozsonyi utca – Bajcsy-Zsilinszky út – Deák Ferenc utca – Nádor utca – Türr István utca – Mildenberger utca – Baross utca – Fóti út – Megyeri út – Megyer, Szondi utca vá. |
| Baross tér, Keleti pályaudvar felé |
| Megyer, Szondi utca vá. – Megyeri út – Fóti út – Baross utca – Mildenberger utca – Türr István utca – Nádor utca – Deák Ferenc utca – Bajcsy-Zsilinszky út – Pozsonyi utca – Béke utca – Gyöngyösi utca – Reitter Ferenc utca – Mór utca – Szent László út – Vágány utca – Dózsa György út – Verseny utca – Baross tér, Keleti pályaudvar vá.     |

## Megállóhelyei
Az átszállási kapcsolatok között az azonos útvonalon, de minden megállóban megálló 30-as busz nincsen feltüntetve.
| 0  | Baross tér, Keleti pályaudvar végállomás | 30 | 7, 7A, 7, 19, 20, 33, 73E, 78, 95, 120 73, 76, 78, 79 23, 24, 36, 44, 67 Budapest-Keleti | 7, 7A, 7, 20, 20, 20A, 33, 73, 73E, 78, 95 73, 76, 78, 79, 80 23, 24, 36, 44, 67 Budapest-Keleti |
| 6  | Szépművészeti Múzeum (↓) Hősök tere (↑)  | 24 | Millenniumi Földalatti Vasút 1, 4, 20, 20, 120 72, 75, 79                                | Millenniumi Földalatti Vasút 1, 4, 4, 4A, 20, 20, 20A 72, 75, 79                                 |
| 9  | Róbert Károly körút                      | 21 | 4, 4, 20, 20, 32, 32, 55, 55, 120                                                        | 4, 4A, 20, 20, 20A, 32, 32 1                                                                     |
| 15 | Chinoin utca (↓) Pozsonyi utca (↑)       | 15 | 20, 20, 121 12, 14                                                                       | 20, 20, 20A, 121 12, 14                                                                          |
| 17 | Nyár utca (↓) Berda József utca (↑)      | 13 | Nem érintette                                                                            | 20, 20, 20A, 120, 121 12, 14                                                                     |
| 19 | Árpád út (↓) István tér (↑)              | 11 | 43, 84, 96, 120 8, 10, 10A, 12, 55                                                       | 3V, 20A, 84, 96, 104, 104A, 120, 147 12, 14                                                      |
| 23 | Türr István utca (↓) Nádor utca (↑)      | 7  | 47                                                                                       | 47                                                                                               |
| 25 | Baross utca (↓) Mildenberger utca (↑)    | 5  | 47 8                                                                                     | 47, 147                                                                                          |
| 27 | Fóti út (↓) Baross utca (↑)              | 3  | 47, 96 8                                                                                 | 20, 47, 96, 147                                                                                  |
| 30 | Megyer, Szondi utca végállomás           | 0  |                                                                                          | 122                                                                                              |